# Museu de la Ciència de Boston
El Museu de la Ciència de Boston (MoS) és un museu de ciència i zoològic interior ubicat a Boston, Massachusetts, localitzat al Parc de Ciència, una parcel·la sobre el riu Charles. El museu realitza cada dia presentacions vives per tot l'edifici, juntament amb espectacles al Planetarium Charles Hayden i el Teatre Mugar Omni, l'única pantalla domed d'IMAX en Nova Anglaterra. El museu és també un membre acreditat de l'Associació de Zoològics i Aquàriums (AZA) i és la casa de mes de 100 animals, molts dels quals han estat rescatats i rehabilitats de diverses situacions perilloses.
El museu va començar el 1830 com la Societat de Boston d'Història Natural, per compartir interessos científics. La seva primera reunió va ser el 9 de febrer de 1830 amb la assistència de set membres originals: Walter Channing, Benjamin E. Verd, George Hayward, John Ware, Edward Brooks, Amos Binney i George B. Emerson. En el segle xix, va ser conegut com el Museu d'Història Natural de Boston. El 1862, després de passar per diverses instal·lacions provisionals, va ocupar un edifici construït en l'àrea de Back Bay de la ciutat que va ser batejat amb el nom de «Museu d'Història Natural de Nova Anglaterra». El museu va ser ubicat a prop de l'Edifici original Rogers de l'Institut de Tecnologia de Massachusetts (MIT), sent ambdós estructures neoclassiques dissenyades per William G. Preston. L'edifici original del MIT va ser derrocat el 1939, però l'edifici de Museu d'Història Natural sobreviu avui, com a casa aparador de mobles.
Va ser rebatejat Museu de la Ciència el 1939, sota la direcció de Henry Bradford Washburn, Jr., un alpinista americà.